# Mohammed Kudus
Mohammed Kudus (Acra, 2 de agosto de 2000) é um futebolista ganês que atua como ponta-direita. Atualmente, defende o Tottenham e a Seleção Ganesa.

## Carreira no clube

### Nordsjælland
Chegou ao clube dinamarquês Nordsjælland da Right to Dream Academy de Gana, na qual ingressou aos 12 anos, em janeiro de 2018, juntamente com dois companheiros de equipe, Ibrahim Sadiq e Gideon Mensah, fez sua estreia oficial pelo Nordsjælland apenas três dias após seu aniversário de 18 anos, em uma derrota por 2 a 0 contra o Brøndby IF . Ele jogou desde o primeiro minuto como atacante, mas foi substituído no intervalo. Com sua estreia, ele se tornou o nono mais jovem a estrear na história do clube.

### Ajax

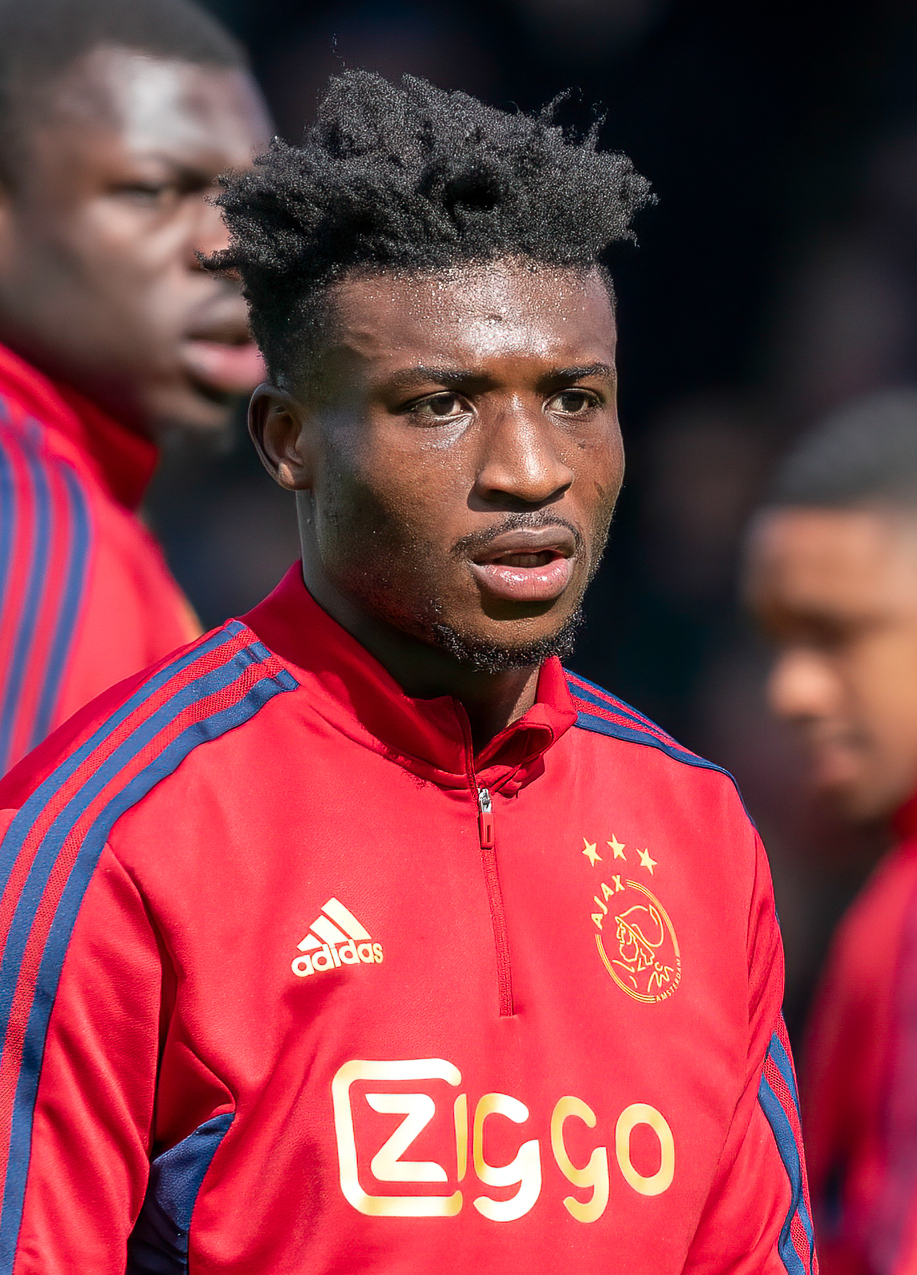
Mohammed Kudus em 2023

Em 16 de julho de 2020, assinou pelo clube da Eredivisie Ajax por € 9 milhões, em um contrato de cinco anos. Ele fez sua estréia oficial pelo clube em 20 de setembro em uma partida da liga contra o RKC Waalwijk . O técnico Erik ten Hag posteriormente chamou Kudus como um jogador com "potencial incrível". Ele continuou suas atuações fortes, marcando um gol e dando três assistências em suas três primeiras aparições. A sua estreia na UEFA Champions League para o jogo em casa frente ao Liverpool, a 21 de Outubro, foi, no entanto, desastrosa. Kudus foi substituído após apenas seis minutos, pois sofreu uma lesão no menisco, mantendo-o fora por vários meses.

### West Ham
No dia 27 de agosto de 2023, o West Ham anunciou a contratação do jogador.

### Tottenham
Em 10 de julho de 2025, o Tottenham anunciou a contratação de Kudus. O atacante assinou um contrato de longa duração e vai vestir a camisa de número 20. Apesar de o clube não divulgar o tempo do vínculo do jogador, segundo o jornalista Fabrizio Romano, Mohammed Kudus firmou um contrato de seis anos e permanece no Tottenham até julho de 2031.

## Vida pessoal
É de uma etnia Hausa e é muçulmano.

## Estatísticas de carreira

### Clube
- Atualizado até 13 de setembro de 2022[10]

| Clube          | Estação        | Liga                   | Liga        | Liga  | Copa Nacional | Copa Nacional | Europa      | Europa | Outro       | Outro | Total       | Total |
| Clube          | Estação        | Divisão                | Aplicativos | Metas | Aplicativos   | Metas         | Aplicativos | Metas  | Aplicativos | Metas | Aplicativos | Metas |
| -------------- | -------------- | ---------------------- | ----------- | ----- | ------------- | ------------- | ----------- | ------ | ----------- | ----- | ----------- | ----- |
| Nordsjælland   | 2018–19        | Superliga Dinamarquesa | 26          | 3     | 1             | 0             | 2           | 0      | –           | –     | 29          | 3     |
| Nordsjælland   | 2019-20        | Superliga Dinamarquesa | 25          | 11    | 1             | 0             | –           | –      | –           | –     | 26          | 11    |
| Nordsjælland   | Total          | Total                  | 51          | 14    | 2             | 0             | 2           | 0      | –           | –     | 55          | 14    |
| Ajax           | 2020-21        | Eredivisie             | 17          | 4     | 1             | 0             | 4           | 0      | –           | –     | 22          | 4     |
| Ajax           | 2021-22        | Eredivisie             | 16          | 1     | 2             | 0             | 2           | 0      | 0           | 0     | 20          | 1     |
| Ajax           | 2022-23        | Eredivisie             | 6           | 3     | 0             | 0             | 2           | 2      | 1           | 1     | 9           | 6     |
| Ajax           | Total          | Total                  | 39          | 8     | 3             | 0             | 8           | 2      | 1           | 1     | 51          | 11    |
| Carreira total | Carreira total | Carreira total         | 90          | 22    | 5             | 0             | 10          | 2      | 1           | 1     | 106         | 25    |

1. ↑  Appearances in UEFA Europa League
2. ↑  One appearance in UEFA Champions League, three appearances in UEFA Europa League
3. 1 2  Appearances in UEFA Champions League
4. ↑  Appearance in Johan Cruyff Shield

### Internacional
As pontuações e resultados listam primeiro a contagem de gols de Gana, a coluna de pontuação indica a pontuação após cada gol de Kudus.
| Nº. | Encontro               | Local                                       | Oponente                  | Pontuação | Resultado | Concorrência                                       |
| --- | ---------------------- | ------------------------------------------- | ------------------------- | --------- | --------- | -------------------------------------------------- |
| 1   | 14 de novembro de 2019 | Cape Coast Sports Stadium, Cape Coast, Gana | África do Sul             | 2-0       | 2-0       | Eliminatórias da Copa das Nações Africanas de 2021 |
| 2   | 25 de março de 2021    | Estádio FNB, Joanesburgo, África do Sul     | África do Sul             | 1–0       | 1–1       | Eliminatórias da Copa das Nações Africanas de 2021 |
| 3   | 9 de outubro de 2021   | Cape Coast Sports Stadium, Cape Coast, Gana | Zimbábue                  | 1–0       | 3–1       | Eliminatórias da Copa do Mundo FIFA 2022           |
| 4   | 1 de junho de 2022     | Cape Coast Sports Stadium, Cape Coast, Gana | Madagáscar                | 1–0       | 3-0       | Eliminatórias da Copa das Nações Africanas de 2023 |
| 5   | 5 de junho de 2022     | Estádio 11 de Novembro, Luanda, Angola      | República Centro-Africana | 1–0       | 1–1       | Eliminatórias da Copa das Nações Africanas de 2023 |

## Títulos
Ajax
- Eredivisie: 2020–21 e 2021–22
- Copa KNVB: 2020–21

### Prêmios Individuais
- Talento do mês da Eredivisie: maio de 2021[13]
- SWAG Futebolista Estrangeiro do Ano: 2021[14]
- Equipe Juvenil do Ano da IFFHS CAF: 2020[15]